# Handikappsprincipen

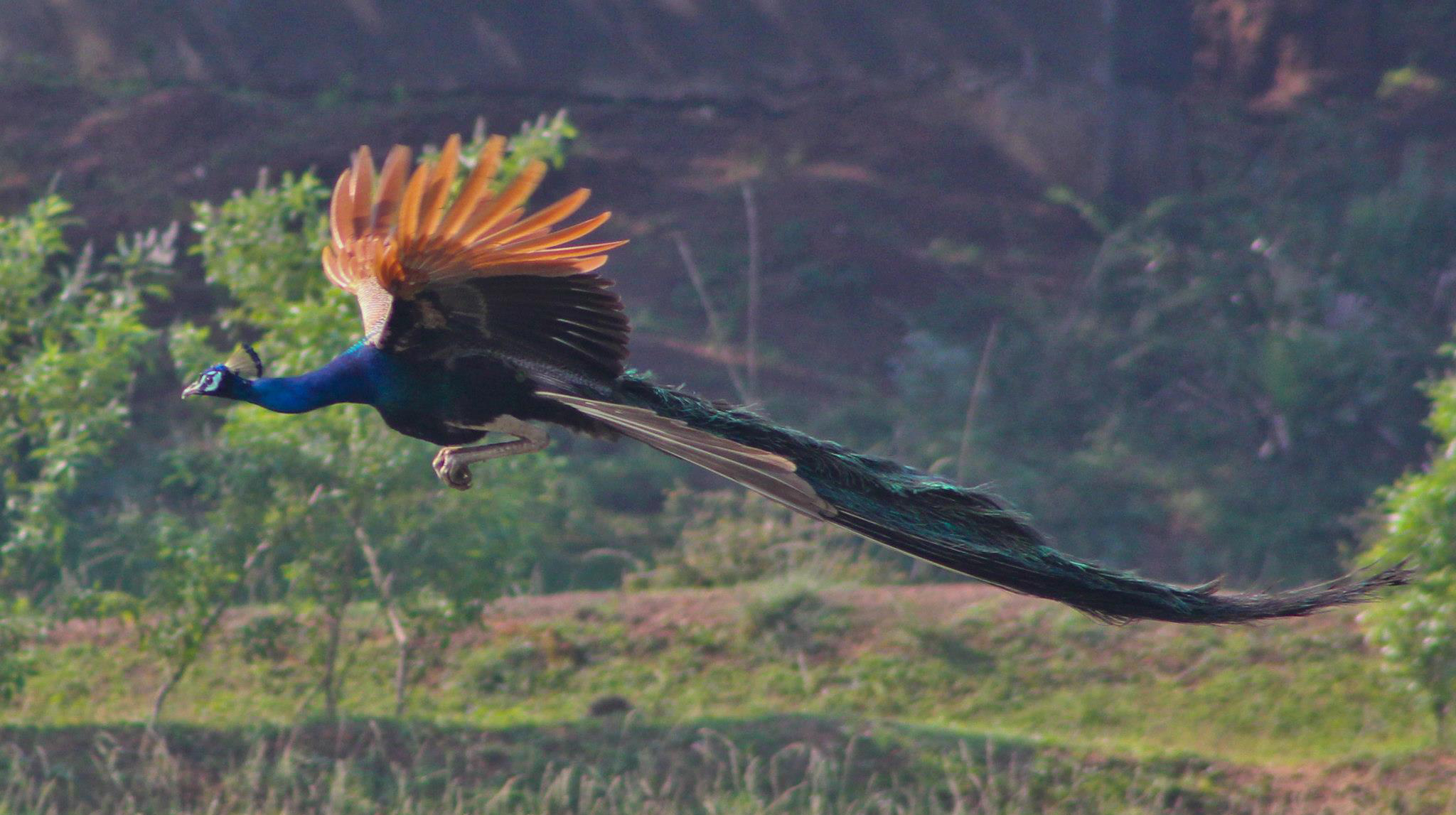
Påfågelshannen flyger med sin klumpiga svans. Ett klassiskt exempel på hur en funktionsförsämring kan bli ett bevis på manlig styrka.

Handikappsprincipen är en hypotes som utvecklades av den israeliske biologen Amotz Zahavi för att förklara hur beteenden och drag som inte verkar allra bäst lämpade för överlevnad har kunnat gynnas av evolutionen: den som har råd att bete sig på ett sådant sätt måste ha andra, mindre lätt observerbara fördelar. Ett exempel är gaseller som hoppar högt då de blir förföljda, och därmed visar att de har kraftreserver och inte är lämpliga byten. Många drag och beteenden i samband med parbildning antas kunna förklaras med denna mekanism.
Teorin förklarar hur evolutionen kan få djur som har uppenbara motiv att lura varandra att kommunicera ärligt med varandra. Det innebär att tillförlitliga signaler måste vara dyra för avsändaren, en kostnad som svagare individer inte har råd att visa upp. Ett riskfyllt beteende eller en klumpig fjäderdräkt som sänker den biologiska konditionen kan imponera på det motsatta könet eftersom bara de starkaste individerna har råd att slösa så med sina resurser. Den som trots energidränande funktionsnedsättningar tävlar mot sina konkurrenter och trots det uppenbara slöseriet med energi överträffar  dem skickar en signal att de är särskilt livsdugliga och potenta. 

## Handikappmodeller
Spelteoretiska modeller har demonstrerat att det finns en evolutionärt stabil strategi bakom funktionsförsämrande beteenden som fågelungars tiggande, hos rovdjursavskräckande signaler och bland hotfulla signaler.    
Ett motexempel är att modeller där hotfulla signaler visas upp utan att det försämrar funktionsförmågan kan vara evolutionärt stabilt.
Analys av vissa modeller av djurungars tiggande visar också att både tiggande på ett sätt som försämrar funktionsförmågan och tiggande som inte gör det är evolutionärt stabilt och gynnar både ungar och föräldrar. Matematiska analyser, inklusive Monte Carlo-simuleringar antyder att energikrävande egenskaper som är attraktiva för  människor bör vara ovanliga och mer attraktiva för motsatta könet än egenskaper som kräver mindre energi att upprätthålla.

## Allmängiltighet
Teorin förutspår att en sexuell prydnad eller ett synligt riskabelt beteende måste kosta energi om det skall kunna imponera på en misstänksam omgivning. Jared Diamond har föreslagit att vissa riskabla mänskliga beteenden, som bungyjump, kan vara uttryck för instinkter som har utvecklats tack vare handikappprincipen. Zahavi har pekat på potlatchceremonin som ett exempel på handikappsprincipen hos människor. Denna tolkning av potlatch går tillbaka till Thorstein Veblens skildring av ceremonin som ett exempel på "iögonfallande konsumtion" i boken Theory of the Leisure Class.

## Immunförsvarshandikapp
Teorin om immunförsvarshandikapp säger att manliga könshormoner dämpar immunförsvaret och därför är egenskaperna de framhäver en ärlig hälsosignal. Dämpningen av immunförsvaret kan antingen bero på att testosteron ändrar balansen mellan kroppens begränsade resurser från immunsystemet till utvecklingen av sekundära könskarakteristika. En annan förklaring är att ökad immunsystemaktivitet kan orsaka en autoimmun reaktion mot spermier så testosteronets dämpning av immunsystemet ökar fertiliteten. Friska individer har råd att undertrycka sitt immunsystem genom att höja testosteronnivåerna, vilket också ökar deras sekundära könskarestika. En genomgång av empiriska studier av denna teori fann dock svagt stöd.

## Exempel

### Riktad mot medlemmar av samma art

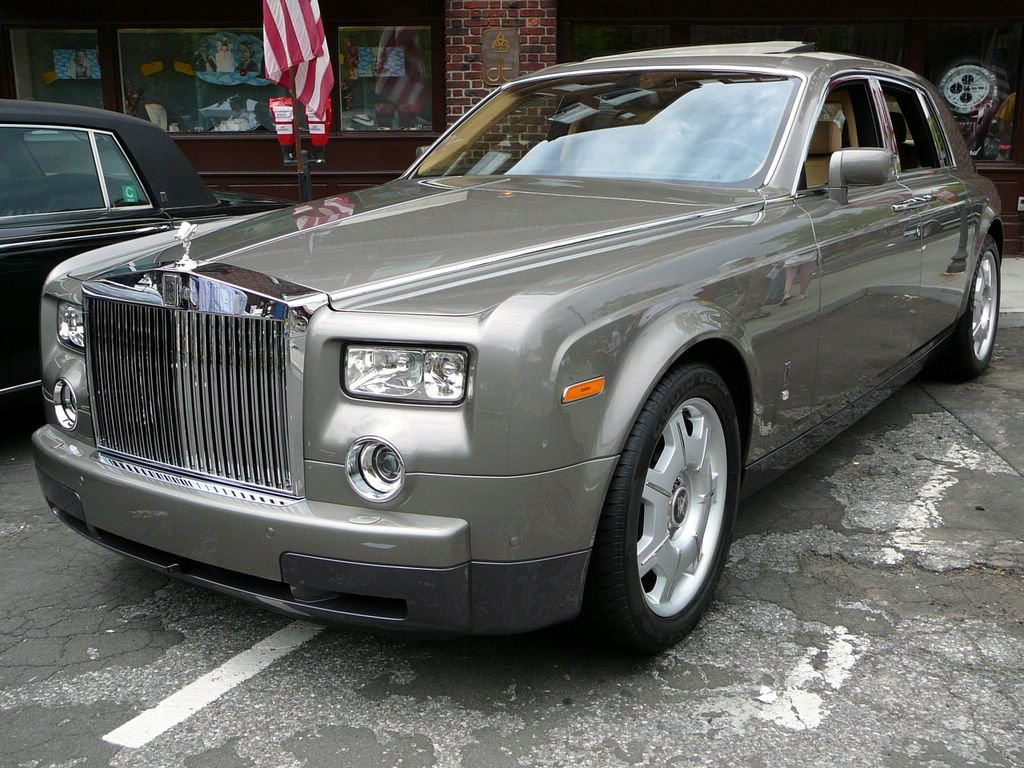
Lyxbilar och andra "Veblen-varor" kan vara exempel på handikappsprincipen hos människor

Amotz Zahavi studerade särskilt den Arabskriktrasten, en mycket social fågel med en livslängd på 30 år som ansågs ha altruistiskt beteende. Fåglarna hjälper ofta varandra utan att vara släkt med varandra, vilket innebär att beteendet inte kan förklaras med gruppselektion. Zahavis tolkning är att den altruistiska handlingen kräver energi av den givande fågeln, men kan göra denne mer attraktiv hos framtida partners. Utvecklingen av detta tillstånd kan förklaras av konkurrerande altruism.
Geoffrey Miller föreslog att Veblen-varor som lyxbilar och andra former av synlig konsumtion är exempel på handikappsprincipen hos människor, dessa används för att visa "fitness", i form av rikedom och status, till potentiella partners. I kulturer som upplever svält så är fetma ofta förknippat med rikedom, då det bevisar att personen har förmågan att skaffa mycket mat på bekostnad av hälsa, smidighet och styrka. Särskilt i västerländska samhällen har välfärdssamhället förändrat denna uppfattning.

### Riktad mot andra arter

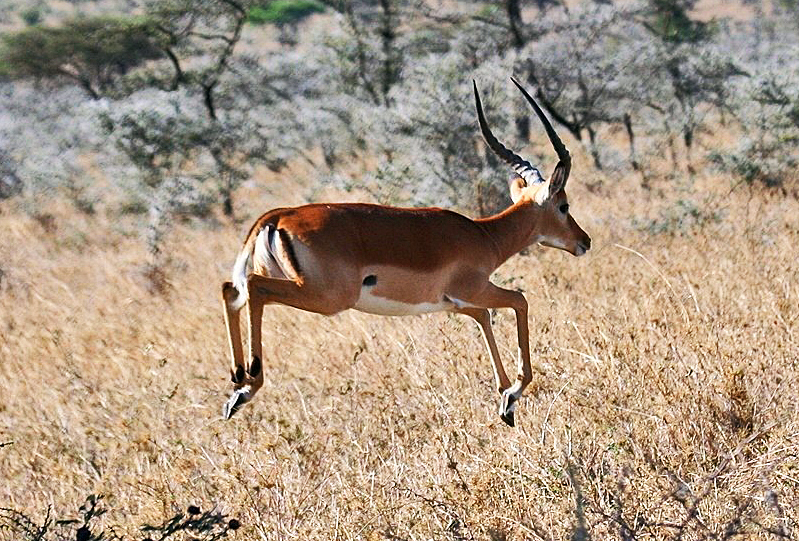
Stotting är ett beteende som signalerar åt rovdjur att de inte kommer att kunna hinna ikapp impalan

Signalmottagaren och avsändaren behöver inte höra till samma djurart. Signaler kan också riktas mot rovdjur,  och visa att en jakt troligen inte kommer löna sig. Stotting är hopp som vissa gaseller gör när de ser ett rovdjur. Eftersom detta beteende inte ger någon uppenbar fördel och verkar slösa bort resurser (genom att minska gasellens försprång framför rovdjuret) var beteendet oförklarligt tills handikappsprincipen erbjöd en förklaring. Om gasellen förbrukar lite energi på att visa ett lejon att den har tillräcklig kondition för att komma undan, så behöver den kanske inte fly från lejonet. Lejonet kan bestämma sig för att inte jaga denna gasell, och därmed undvika att lägga energi på den i onödan.
Ett annat exempel är lärkor som sjunger när de jagas av stenfalkar, vilket signalerar att de kommer att bli svåra att fånga.